# Nigga
Nigga ( /ˈnɪɡə/ ) là một thuật ngữ mang tính thô tục được sử dụng trong tiếng Anh bản ngữ của người Mỹ gốc Phi, đây còn là biến thể của từ nigger dùng để xúc phạm người da đen (chỉ khi người da trắng nói). Từ này thường xuất hiện nhiều trong âm nhạc hip hop và trong các băng đảng tội phạm của người Mỹ gốc Phi. Trong các phương ngữ của tiếng Anh (bao gồm cả tiếng Anh Anh), nigger và nigga thường được phát âm[a] giống nhau.

## Sử dụng
Việc sử dụng từ nigger một cách không miệt thị cộng đồng da đen đã được ghi lại trong cuốn sách năm 1912 "The Autobiography of an Ex-Colored Man" của James Weldon Johnson, trong đó ông kể lại một cảnh ở Thành phố New York: 
Tôi nhận thấy rằng trong số những người đàn ông da màu này, từ "nigger" được sử dụng hoàn toàn thoải mái đối với họ, nhưng tôi sớm biết rằng việc sử dụng nó là bị cấm đối với những người đàn ông da trắng.
Có nhiều ý kiến trái chiều về việc liệu có bất kỳ sự khác biệt nào giữa nigga và nigger hay không. Nhiều người coi các thuật ngữ này đều không được hoan nghênh và việc sử dụng nigga ở cả cộng đồng người da đen và bên ngoài vẫn còn gây tranh cãi. H. Lewis Smith, tác giả của Bury That Sucka: A Scandalous Love Affair with the N-word, tin rằng "việc thay thế cụm từ 'er' bằng 'a' không thay đổi gì khác ngoài cách phát âm". Tổ chức NAACP đã lên án việc sử dụng cả nigga và nigger. Cho nên, nigga vẫn bị coi là một ngôn từ thiếu tôn trọng, và phân biệt chủng tộc.
Thực tế, việc sử dụng và ý nghĩa của từ này phụ thuộc nhiều vào ngữ cảnh và các yếu tố khác. Ngoài người Mỹ gốc Phi, những người Mỹ thuộc chủng tộc khác, bao gồm cả người Mỹ da trắng đã sử dụng thuật ngữ này như một phần của tiếng mẹ đẻ của họ, mặc dù cách sử dụng này vẫn còn rất nhiều tranh cãi.

## Ảnh hưởng văn hoá
Một số chương trình truyền hình đã sử dụng ngôn từ này, để tạo ra một "bầu không khí thực tế" hoặc dùng như một cách "trình bày các cuộc thảo luận xã hội", đặc biệt là những cuộc thảo luận liên quan đến chênh lệch giàu nghèo giữa người giàu và người nghèo. Từ này tiếp tục được sử dụng cho các bộ phim, tác phẩm thuộc thể loại hài kịch, ví dụ như trong series phim truyền hình The Boondocks - một loạt phim hoạt hình dành cho người lớn xoay quanh câu chuyện của một gia đình mang chủng tộc da đen sống trong vùng ngoại ô của những người da trắng.